# Коведяево
Коведяево — деревня в Александровском районе Владимирской области России, входит в состав Каринского сельского поселения. 

## География
Деревня расположена в 19 км на юго-восток от центра поселения села Большое Каринское и в 16 км на юго-восток от города Александрова. 

## История
В XIX — начале XX века деревня входила в состав Махринской волости Александровского уезда, с 1926 года — в составе Карабановской волости. В 1859 году в деревне числилось 11 дворов, в 1905 году — 27 дворов, в 1926 году — 24 двора.
С 1929 года деревня являлась центром Коведяевского сельсовета Александровского района, с 1940 года — в составе Махринского сельсовета, с 1948 года — в составе пригородной зоны города Александрова, с 1965 года — в составе Александровского района, с 2005 года — в составе Каринского сельского поселения.

## Население
| 1859 | 1905 | 1926 | 2002 | 2010 | 2021 |
| ---- | ---- | ---- | ---- | ---- | ---- |
| 72   | ↗148 | ↘121 | ↘1   | ↘0   | ↗4   |